# Capua
Capua es una ciudad de la provincia de Caserta, Italia. En los tiempos antiguos, era la capital regional de la Campania, a 26 km de la actual Nápoles, a orillas del río Volturno. En 2018 contaba con 18 293 habitantes.
Alberga el Museo Campano, el Departamento de Economía de la Universidad de Campania Luigi Vanvitelli (UNICAMPANIA) y el Centro Italiano de Investigaciones Aeroespaciales (CIRA).
Fue una de las ciudades más importantes de la República romana, luego Imperio romano. En el escudo municipal aparece el acrónimo S•P•Q•C de la frase latina Senātus Populus Que Campanus, que traduce «el Senado y el Pueblo Campano».

## Geografía
La ciudad antigua, que no estaba donde se halla la actual ciudad de Capua, sino en el municipio vecino de Santa Maria Capua Vetere, se llamaba ya Capua (en latín Capua), derivación posible de Kampanos (latín Campanus), que a su vez derivaría de Campo, por su situación en un campo (llanura) fértil. La ciudad moderna ocupa el lugar de la antigua ciudad de Casilinum.
Fue fundada probablemente por los etruscos en el año 600 a. C.
Los capuanos dieron el nombre a Campania; su pueblo fue llamado campanios por los romanos y el territorio Campanus Ager. Estrabón dice que Capua deriva del latín caput, es decir, cabecera (de la región); etimológicamente falso para un nombre etrusco derivado del latín atribuible a alguna de las fuentes del geógrafo, por proximidad en el relato a la de Timeo-Artemidoro. En otro pasaje de su obra insiste en adjetivarla «cabeza», al decir que por el hecho de ser la capital de Campania «las demás ciudades podrían ser consideradas como pequeñas villas, excepto Teano Sidicino» Otros hacen derivar el nombre de Capis, que podría ser un griego mitológico o el conquistador samnita que se apoderó de la ciudad en el 423 a. C. También se hace derivar el nombre de Capua de la palabra etrusca Capue, cuyo significado se desconoce.
Decía Estrabón que la distancia de Capua a Casilinum era de 19 estadios, 3,515 km (4,44 en realidad).

## Historia

### Orígenes y antigüedad
Ocupada por los etruscos en el siglo V a. C., su nombre fue Volturnus, según Tito Livio, y fueron los samnitas los que la llamaron Capua, pero otros escritores dicen que Capua era un nombre etrusco. Otras opinan que era un nombre osco que llevaba la ciudad antes de la conquista etrusca y de que los samnitas la recuperaran.
Estaba conectada con Roma por la vía Apia, siendo famosa por sus bronces y perfumes y colocándose por su prosperidad en el segundo lugar de Italia después de Roma. En ella tuvo lugar la rebelión de los esclavos capitaneados por Espartaco, en el año 73 a. C.
En todo caso, la ciudad no despegó hasta el establecimiento de los etruscos que fundaron, quizás sobre una ciudad preexistente, la ciudad de Volturno. Catón el Viejo dice que esto sucedió en el 471 a. C., quien concretamente asegura que fue 260 años antes de que fuera tomada por Roma, refiriéndose no a su conquista en 221 a. C. durante la segunda guerra púnica, sino a su sometimiento a Roma en 338 a. C.
Pero otros autores lo datan antes (Veleyo Patérculo afirma que en el 800 a. C.). Hay evidencias de una vasta necrópolis de estilo villanoviano de la primera Edad del Hierro, y de un asentamiento desde inicios del siglo VIII a. C. 
Quedó relegada a un segundo plano por la polis griega de Cumas, vinculada comercialmente con la costa tirrena. A finales del siglo VI a. C. durante el conflicto entre las ciudades etruscas del interior por la hegemonía sobre el Lacio y sobre Campania, Capua recuperó su importancia debido a su posición entre la Magna Grecia y Etruria.
Bajo dominio etrusco, Capua fue la principal de las doce ciudades etruscas de la región y debió haber ejercido una posición hegemónica sobre el resto o sobre la mayoría. Adquirió un alto grado de prosperidad, pero el refinamiento de sus habitantes les hizo poco hábiles para la guerra, y los samnitas se aprovecharon de ello.
Finalmente los etruscos se vieron obligados a firmar un acuerdo de paz con los samnitas que les otorgaba el privilegio de la ciudadanía de Capua y compartieron con ellos la tierra y la mitad de la ciudad. En el 423 a. C., durante un festival, los samnitas que estaban en Capua, sorprendieron a sus supuestos aliados y se apoderaron de toda la ciudad. Los samnitas eliminaron a la clase dirigente etrusca y dieron el poder a la población local, probablemente osca, que mezclada con etruscos y samnitas originaron el pueblo de los campanios. Diodoro Sículo sitúa el acontecimiento en el 440 a. C.
El cambio de dirigentes no afectó a la prosperidad de la ciudad, que permaneció próspera y con cierta hegemonía sobre las ciudades vecinas. En el 343 a. C., Tito Livio dice que era la ciudad más opulenta de Italia. Pero esta riqueza provocó que la población se volviera otra vez refinada y perdieran su capacidad guerrera y la posibilidad de competir con los samnitas que seguían viviendo en las montañas.
En el 343 a. C., durante la primera guerra samnita (343-341 a. C.), los sidicinos, una tribu independiente, fue atacada por los samnitas y pidieron ayuda a Capua, pero fueron derrotados en la llanura entre la montaña Tifata y la ciudad y se hubieron de resguardar dentro de las murallas. Los capuanos pidieron ayuda a Roma. Una guarnición romana se estableció allí. Capua entró en alianza con Roma para protegerse de las tribus montañesas samnitas, junto con sus comunidades dependientes, Casilinum, Calatia, Atela, a la vez que la mayor parte de Campania caía bajo la supremacía romana. Los ciudadanos de Capua recibieron la civitas sine suffragio, ciudadanía sin derecho a voto (en 338 a. C. según algunas fuentes).
La sumisión de Capua no duró mucho tiempo, ya que unos años después luchó al lado de la Liga Latina contra Roma.
Derrotados latinos y capuanos, la ciudad pasó a Roma y tuvo que ceder la llanura de Falernia. Los caballeros capuanos que se opusieron a la guerra contra los romanos obtuvieron el derecho de ciudad romana y el resto de capuanos recibieron la civitas sine suffragio (ciudadanía sin voto).
Capua continuó manteniendo su administración local con magistrados propios y tuvo la consideración de municipium. Los jefes locales ostentaban el título de Meddix Tuticus, que era un título osco.
En la segunda guerra samnita, Capua comprobó la poco fiable alianza con Roma, cuando tras la derrota de los samnitas el Ager Falerus situado en la orilla derecha del Volturno fue confiscado.
En 318 a. C. los poderes de los magistrados nativos (meddices) fueron limitados con el apoyo de los magistrados con el título de praefecti Capuam Cumas (cuyo nombre procede de las más importantes ciudades de Campania); estos eran al principio meros ayudantes del praetor urbanus, pero posteriormente al 123 a. C. se elegían 4 magistrados romanos. Estos gobernaron toda la Campania hasta la época de Augusto, en la que esta magistratura fue abolida. Fue la capital de Campania Felix.
En 317 a. C., surgieron disensiones internas y se solicitó al Senado romano que interviniera. El Senado introdujo varias regulaciones (a propuesta del pretor L. Furius), que consiguieron restaurar la paz social.
En 312 a. C., Capua fue conectada con Roma a través de la Vía Apia, la principal vía militar de Italia. La puerta occidental de las murallas servianas recibía el nombre de Porta Capena, quizás el único caso en el cual una puerta de este recinto amurallado tenía el nombre del lugar al que conducía. El momento en que la Vía Latina fue ampliada hasta Casilinum es dudoso (probablemente cuando Capua cayó bajo dominio romano, i.e. antes de la construcción de la Vía Apia). Se proporcionó una carretera de sólo 10 km, y las dificultades para su construcción no fueron muchas; ello evitaba también el problemático viaje a través de las Lagunas Pontinas.
La importancia de Capua creció sin cesar durante el siglo III a. C.
Capua mantuvo su riqueza y prosperidad. Era la tercera ciudad en importancia (detrás de Roma y Cartago) en la época de la segunda guerra púnica. 

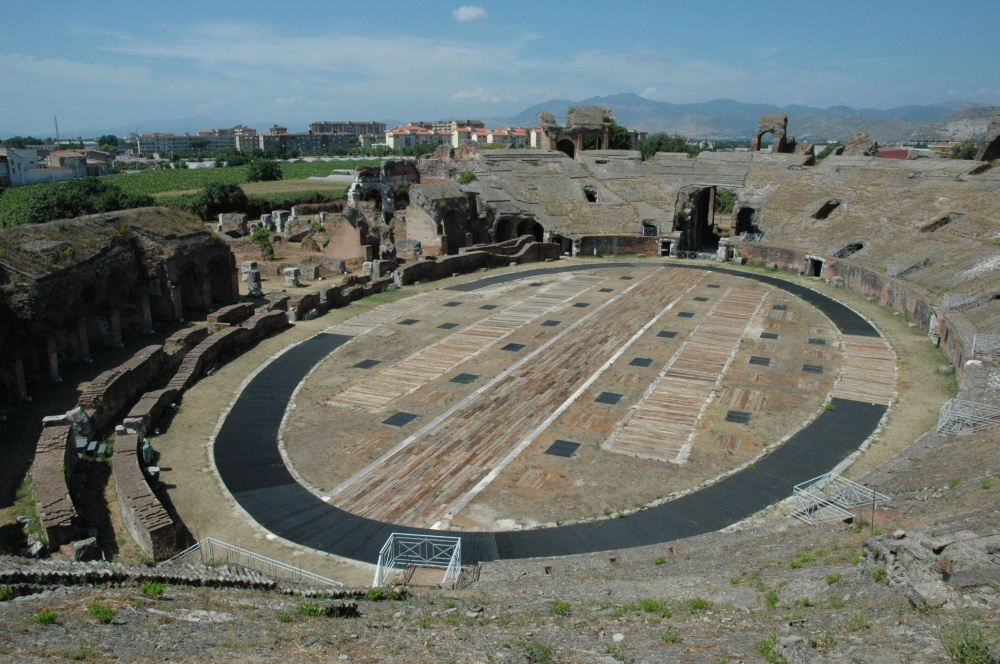
Anfiteatro de Santa Maria Capua Vetere.

Capua aportó a la guerra treinta mil infantes y 400 caballeros. No obstante, las otras ciudades de Campania (Nola, Neápolis y Cumas, principalmente) se negaron a seguir a Aníbal. 
En 212 a. C. los romanos emprendieron el asedio de la ciudad.
Aníbal llegó desde Apulia y obligó a levantar el sitio, pero tan pronto como se retiró, los cónsules Fulvio y Claudio reemprendieron el asedio. Los esfuerzos del general cartaginés para forzar la retirada romana no resultaron y la ciudad comenzó a padecer hambre, por lo que los capuanos se rindieron sin condiciones (211 a. C.). La ciudad fue castigada: los senadores y nobles fueron ejecutados; otros fueron enviados a lugares lejanos, como la región del Tíber. El territorio de Capua fue confiscado, las magistraturas locales abolidas, y la población que quedó o se estableció en la ciudad fueron sujetos al prefecto de Roma. No se mató a más gente porque hacían falta para las cosechas de aquella zona tan fértil.
Hasta la grave derrota de los romanos en Cannas la ciudad permaneció fiel a Roma, pero después de este evento Aníbal intentó atraerla a su causa, el partido popular de la ciudad dirigido por Pacuvius Calavius y Vibius Virrius, abrieron las puertas a los cartagineses. Su lealtad cambió y se alió con Cartago. El motivo exacto no está claro: puede que se debiese al rechazo romano a un requerimiento suyo por el cual uno de los dos cónsules debía proceder siempre de Capua o bien pudo ser una simple maniobra para asegurarse su supremacía local en caso de victoria Cartaginesa. En cualquier caso, Aníbal aprovechó este evento para establecer en la ciudad sus cuarteles de invierno. Autores como Tito Livio sugieren que las lujosas condiciones de vida de Capua fueron su perdición, puesto que las tropas se volvieron débiles y su moral se vio reducida por el lujo. Otros autores, Bosworth Smith y posteriores, son escépticos con respecto a esto, y observan que el comportamiento de las tropas fue tan bueno en batalla después de esa estancia como había sido antes.
En cualquier caso, la ciudad fue tomada de nuevo por los romanos tras un largo asedio en el año 211 a. C. y fue severamente castigada. Se abolieron sus magistrados y su organización comunal, los habitantes que no murieron perdieron sus derechos civiles, y su territorio fue declarado ager publicus (dominio del estado romano). Partes de ese terreno fueron puestas a la venta en 205 a. C. y 199 a. C., y otra parte fue dividida entre los ciudadanos de Volturno y Literno, que fueron establecidas cerca de la costa en 194 a. C. Sin embargo, la porción más grande del terreno se reservó al estado para su cesión a arrendatarios.
Desde entonces fue leal a Roma. Durante la guerra Social, Veleyo, representante de la ciudad, solicitó el restablecimiento de los privilegios municipales.
Capua continuaba siendo importante en aquella época. Tito Livio la llama «urbs maxima opulentissimaque italiae» (la ciudad más grande y rica de Italia). Sila reunió un ejército en la ciudad para ir a luchar contra Mitrídates del Ponto, donde había reunido sus legiones contra Roma. Al año siguiente, en Capua, Lucio Cornelio Cinna se rebeló contra el Senado romano. En la guerra entre Pompeyo y César, los pompeyanos convirtieron Capua en cuartel general, pero la tuvieron que abandonar. Jugó algún papel durante la conspiración de Catilina. En esta época cae la casa de Battiatto, importante lanista conocido por descubrir a Espartaco, que fue el gladiador campeón de Capua antes de su revuelta contra Roma.
Hubo considerables dificultades a la hora de prevenir ocupaciones ilegales por parte de personas privadas, e incluso fue necesario pagar por la expulsión de algunos de ellos en 162 a. C. Desde ese periodo, el terreno se alquiló sólo a pequeños propietarios, y no a grandes terratenientes. Hubo también frecuentes intentos para dividir la tierra entre nuevos colonos. Un intento del año 83 a. C. llegó a establecer formalmente una colonia, pero pronto fue disuelta. Cicerón también ataca en sus discursos De Lege Agrania a un intento similar organizado por Publio Servilio Rulo en 63 a. C.
Su territorio permaneció en manos de la República romana y en la época de los Gracos quedó exenta de reparto. En 63 a. C. el tribuno Servilio Rulo, propuso una ley agraria que tenía como objetivo la distribución de este territorio, pero la elocuencia de Ciceró provocó que fuese desestimada; aunque finalmente el reparto se hizo en virtud de la lex Julia, aprobada bajo el gobierno de César en el año 59 a. C., y 20 000 romanos se establecieron en los campos de Campania (Ager Campanus y Ager Stellatis), y se creó una colonia; probablemente entonces los capuanos ya habían recuperado los derechos municipales que parece que poseían, al menos, desde la época de Cicerón.

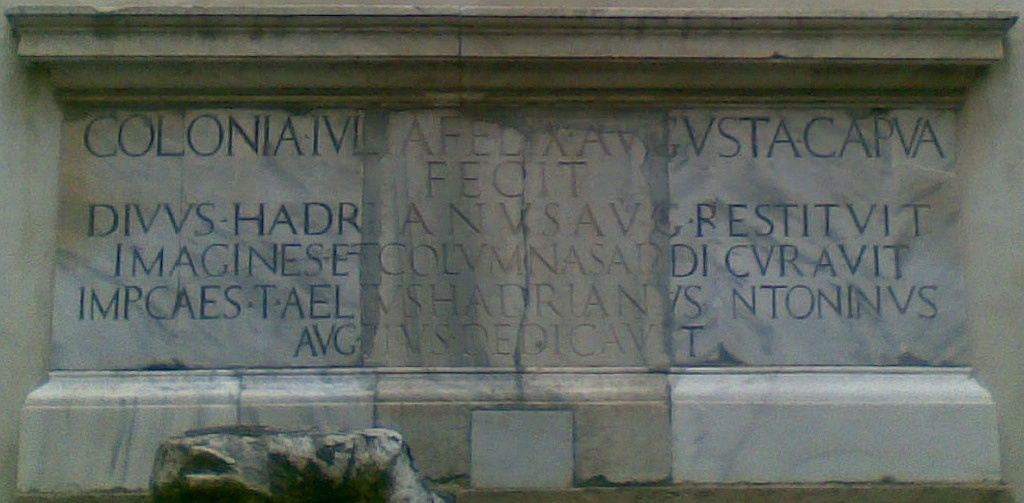
Inscripción de la Colonia Iulia Felix, encontrada en 1726 enfrente del anfiteatro y completada por el arqueólogo Alessio Simmaco Mazzocchi.

Mientras tanto, la alta densidad de población de este distrito implicaba la necesidad de la creación de algún tipo de organización para sus habitantes. Esto fue solventado gracias a su agrupación por santuarios, y en especial en el de Diana Tifatina, en conexión con el cual se conoce la existencia de un pagus Dianae (pago a Diana) a partir de las inscripciones. También se conoce de la existencia de un pagus Herculaneus.
Sin embargo, la ciudad de Capua no pertenecía a ninguna de estas organizaciones, y dependía enteramente de su praefecti. Sin embargo, gozó de gran prosperidad debido al cultivo de la espelta, así como por sus manufacturas, entre las que destacaban sus objetos de bronce, que son alabados en los textos de Marco Porcio Catón y de Plinio el Viejo. Su lujo era proverbial. Campania era especialmente renombrada por sus combates de gladiadores. De entre sus escuelas de gladiadores surgió la figura de Espartaco y sus seguidores, causantes de la tercera guerra servil de 73 a. C.
Julio César, cónsul en 59 a. C., estableció allí una colonia romana llamada Julia Felix en conexión con su ley agraria, y 20 000 ciudadanos romanos se establecieron en su territorio. Capua fue en adelante colonia romana, pero los colonos no pudieron disfrutar tranquilos las tierras. Entre las tierras que los triunviros prometieron a las legiones el año 43 a. C. estaba Capua. Se cree que fue donada a los veteranos de Augusto, que la convirtieron en su cuartel general durante la guerra de Perusia contra Marco Antonio (41 a. C.).
Después de la batalla de Actium (31 a. C.) se establecieron nuevos colonos. La colonia recibió el nombre de Colonia Julia Augusta Felix, tal y com se ha hallado en alguna inscripción. Augusto cedió a la municipalidad un valioso terreno en Creta, donde se construyó un acueducto.
En el siglo I, La construcción de la Vía Domitiana a lo largo de la costa tirrena la excluyó de la principal ruta comercial.
Durante el Imperio romano dio pocos motivos para hablar de ella. Estrabón la llama metrópolis de Campania. Bajo Nerón recibió más colonos militares. En la guerra del año 69 (año de los cuatro emperadores) la ciudad se posicionó del lado de Vitelio, lo que llevó a la ruina a muchas familias. Por otro lado, en el bajo imperio no se encuentran a menudo menciones a la ciudad, pero en el siglo IV fue el centro del consularis Campaniae y su ciudad jefe, aunque Ausonio la coloca por detrás de Mediolanum y de Aquileia en su ordo nobilium urbium. En el siglo III había declinado un poco, pero aún era la octava ciudad del imperio.

### Siglos posteriores
En 456 fue ocupada por el rey vándalo Genserico. Es mencionada en las Guerras Góticas. Belisario la conquistó.
En el siglo VIII volvió a ser una ciudad próspera. Al ser ocupada en 840 por los sarracenos los habitantes se refugiaron en las montañas, dado que la ciudad sita en una llanura era indefendible.
La región de Capua después de la acometida sarracena del año 840, escapó al control del Ducado de Benevento, en el que había estallado la guerra civil. La región era administrada por gastaldos del duque. La región, que pasó a ser condado (840-847), reconociendo la soberanía de Benevento, y en 847 la de Salerno.

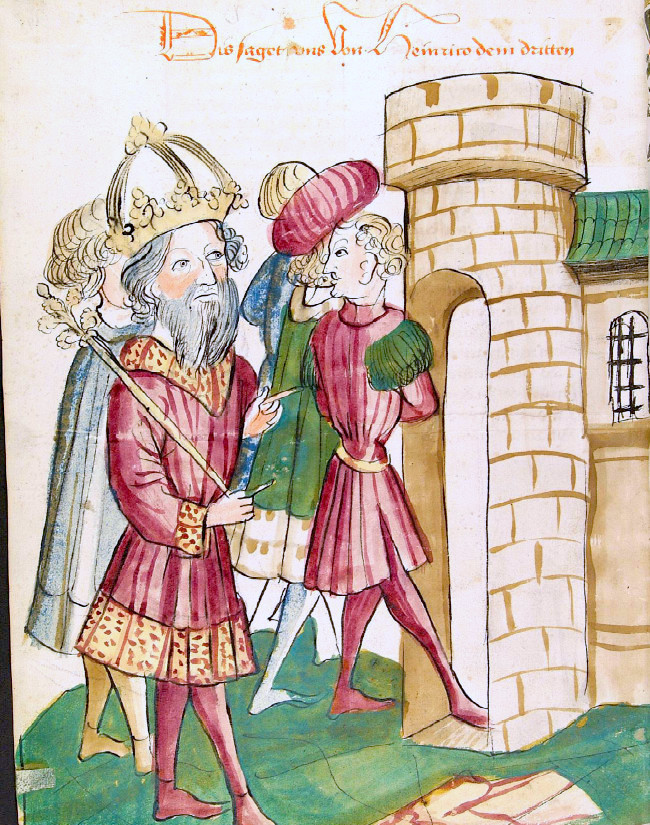
Pandulfo IV de Capua.

Cuando el conde Atenolfo I se apoderó de Benevento (900), se convirtió en principado. A la muerte de Landulfo IV de Benevento y VI de Capua, los dos principados se repartieron entre sus dos hijos: el de Capua le correspondió a Landonulfo I, con quien Capua se hizo independiente.
En el año 856, el obispo Landulfo convenció a la población huida a que regresara y se estableciera en la antigua ciudad vecina de Casilinum, más defendible, que fortificaron, y a la que se le dio el nombre de Capua.
En 1282 fue ocupada en parte por los aragoneses que se comprometieron a restituirlo a los Anjou por el tratado de Anagni de 1295, y así pasó al Reino de Nápoles. En 1501 fue saqueada por César Borgia, al servicio de Francia. El Reino de las Dos Sicilias, continuación del de Napolés, subsistió hasta 1861. En esta fecha Capua se incorporó a Italia.
La antigua Capua es la actual población de Santa Maria Capua Vetere (Santa Maria Maggiore hasta finales del siglo XIX).

## La ciudad antigua
El territorio de Capua se extendía hasta la desembocadura del Volturno (antiguo Volturnus). El norte del río se denominaba Ager Falernus y el sur Ager Campanus. La región de la montaña Callicula, de Calenus a Casilinum, fue llamada Campus Stellatis.
Quedan algunos restos del acueducto de Augusto, conocido como Aqua Júlia, y del anfiteatro. Capua fue un gran centro de gladiadores ya que poseía una escuela en la que estuvo Espartaco, de la cual se escapó con 70 compañeros.
Según Suetonio, tenía un Capitolio, del que no quedan restos. Aún permanecen en pie una parte de las murallas. Se ha halllado un arco triunfal cerca del anfiteatro.

### Restos
No han sido hallados restos prerromanos en la propia ciudad de Capua, pero se han descubierto importantes cementerios, el más antiguo del VII o siglo VI a. C.
Las tumbas son de formas variadas, en parte cámaras con frescos en los muros, en parte con bloques cúbicos de peperino, vaciados, con tapas ranuradas. Los objetos encontrados consisten principalmente en vasos de bronce (muchos sin pie, y con líneas incisas de estilo etrusco) y de arcilla, algunos griegos, otros de manufactura local, y pinturas.
Al este de la ciudad, en la propiedad Patturelli, fue encontrado un templo con inscripciones votivas en etrusco, algunas inscritas en tablillas de terracota, la más famosa de las cuales es la Tabula Capuana, conservada en Berlín. Hay inscripciones breves en cipos funerarios. Un grupo de 150 estatuillas de toba que representan a matronas que llevan uno o más niños en su regazo, con tres pesadas inscripciones en latín del primer periodo del Imperio romano.

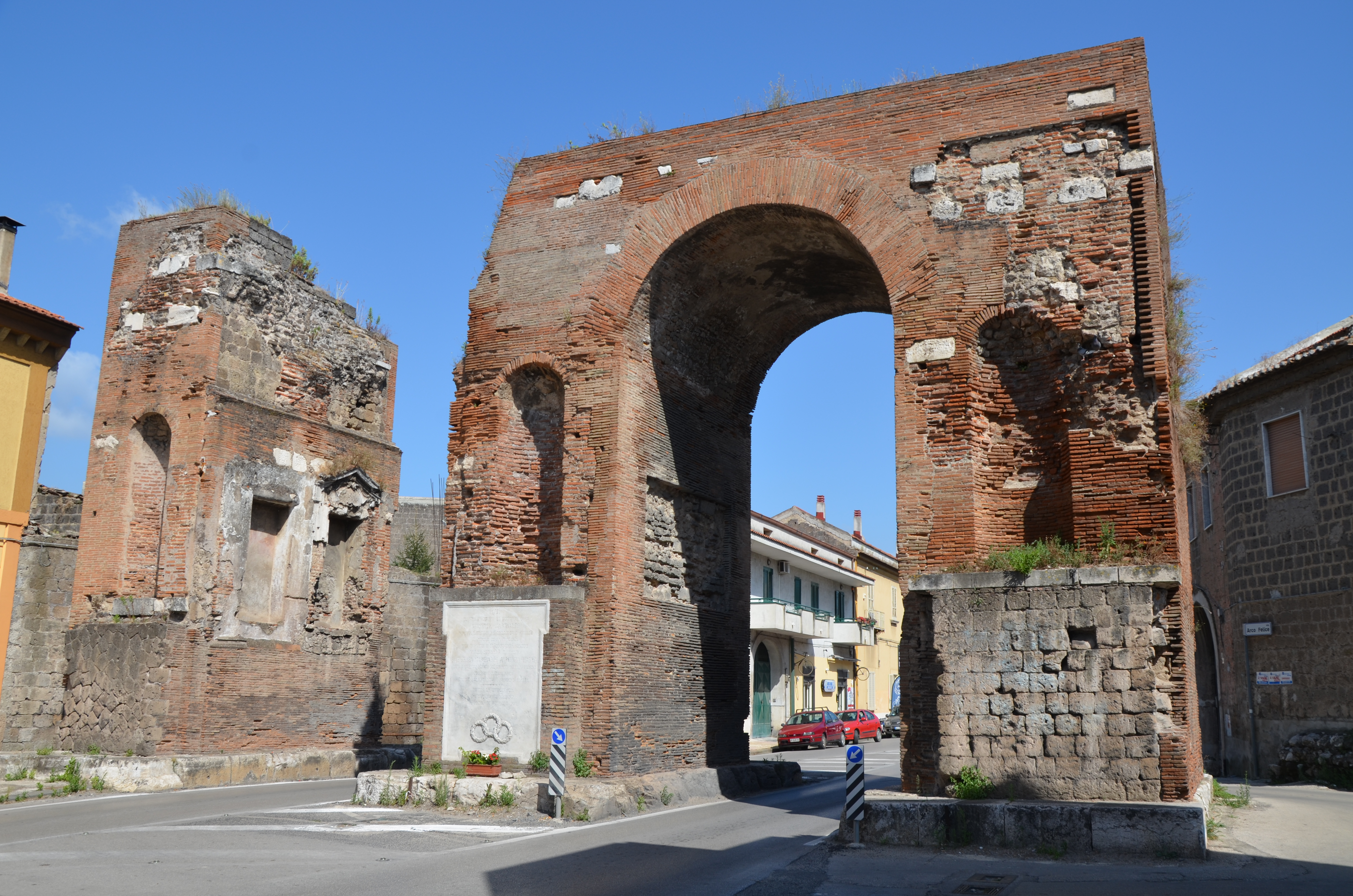
Arco di Adriano.

El yacimiento arqueológico está en una llano, con defensas naturales. Se extendía desde el este hasta el oeste delimitado por la Vía Apia, con caminos desde el noroeste al sureste desde Casilinum hasta Calacia, gira directamente hacia el este y muy poco después pasa por el llamado Arco di Adriano (un arco triunfal de buen trabajo de albañilería, con tres aberturas, erigido en honor de un emperador desconocido), y continúa discurriendo en esta dirección durante 1600 m (6000 antiguos pies oscos).
La puerta oeste era la Porta Romana; se han hallado restos de la puerta este, cuyo nombre se desconoce. Esto demuestra que la calle principal estaba perfectamente orientada, antes de que fuera construida la Vía Apia, probablemente en época prerromana. La anchura de la ciudad desde el norte al sur no puede determinarse con bastante precisión, ni la línea de murallas de norte al sur que tampoco se conoce, aunque aproximadamente se puede fijar por la ausencia de tumbas. Beloch la fija en 4000 pies oscos (1100 m), ni es absolutamente cierto (aunque es altamente probable, ya que Cicerón alaba su disposición regular y precisas calles) que el plano de la ciudad fuera rectangular.
Hay restos de termas romanas al norte de la Vía Apia, enfrente de un teatro, al sur. Originalmente consistía en un gran cryptoporticus, rodeado en tres de sus lados por un patio, cuyo lado sur está abierto a la carretera; actualmente está bajo las prisiones. Beloch (ver abajo) lo atribuye al periodo osco; pero la construcción tal y como la muestra el dibujo de Labruzzi (v. 17) es en parte de albañilería y de obra reticulada. El escenario del teatro tiene la parte posterior hacia la carretera. Labruzzi (v. 18) da una interesante vista de la cávea. Por las inscripciones parece que fue erigido en época de Augusto.
Otras inscripciones, sin embargo, prueban la existencia de un teatro del año 94 a. C. Se sabe que la colonia romana estaba dividida en regiones y poseían un capitolium, con un templo de Júpiter, dentro de la ciudad, y cuya plaza del mercado, especialmente de ungüentos, llamada Seplasia. También se habla de un aedes alba, probablemente la original casa senatorial, que estaría en un espacio abierto conocido como albana. Pero la situación de todo ello es incierta. Un Mithraeum puede ser visitado previa cita.
Hay que mencionar, por último, el anfiteatro de Capua, el primero que construyeron los romanos.

## Arquitectura
El centro histórico que se encuentra sobre un brazo del río Volturno en el emplazamiento de la ciudad antigua de Casilinum, es rico en monumentos y en edificios históricos y posee numnerosas piezas arqueológicas de la época romana, como estelas y estatuas, que se hallan en el borde de las carreteras o en las paredes de los edificios más antiguos.
En la frazione de Sant'Angelo in Formis, la Basilica Benedettina de estilo bizantino-campano (finales del siglo XI) es uno de los monumentos más importantes de la Edad Media del sur de Italia.

### Monumentos
- El Ponte Romano y las Torres de Federico II (Torri di Referico II): los restos del puente de la Vía Apia sobre el Volturno constituyen el principal testimonio de la antigua Cassilinum y de la presencia romana en Capua. El puente llevaba a la puerta donde se encontraba la salida de la ciudad en dirección a Roma. En 1234, el emperador Federico II Hohenstaufen ordenó la reconstrucción de la Porta Roma, que fue hasta el final de la antigüedad el principal acceso a la ciudad. Para desafiar a los Estados Pontificios se inspiró en los arcos de triunfo monumentales de los romanos. Terminada hacia 1240, el conjunto ha sido la principal fuente de inspiración de los diseñadores del arco de triunfo de Alfonso V de Aragón, situado en Castel Nuovo de Nápoles. Sufrió dos destrucciones: un parcial en 1557 para adaptarlo a las fortificaciones modernas; otra durante los bombardeos de 1943 que destrujeron el Ponte Romano. No subsisten más las cabezas de puente y los ciminetos de las dos torres (en el Museo Campano se conservan algunas de las estatuas ornamentales.

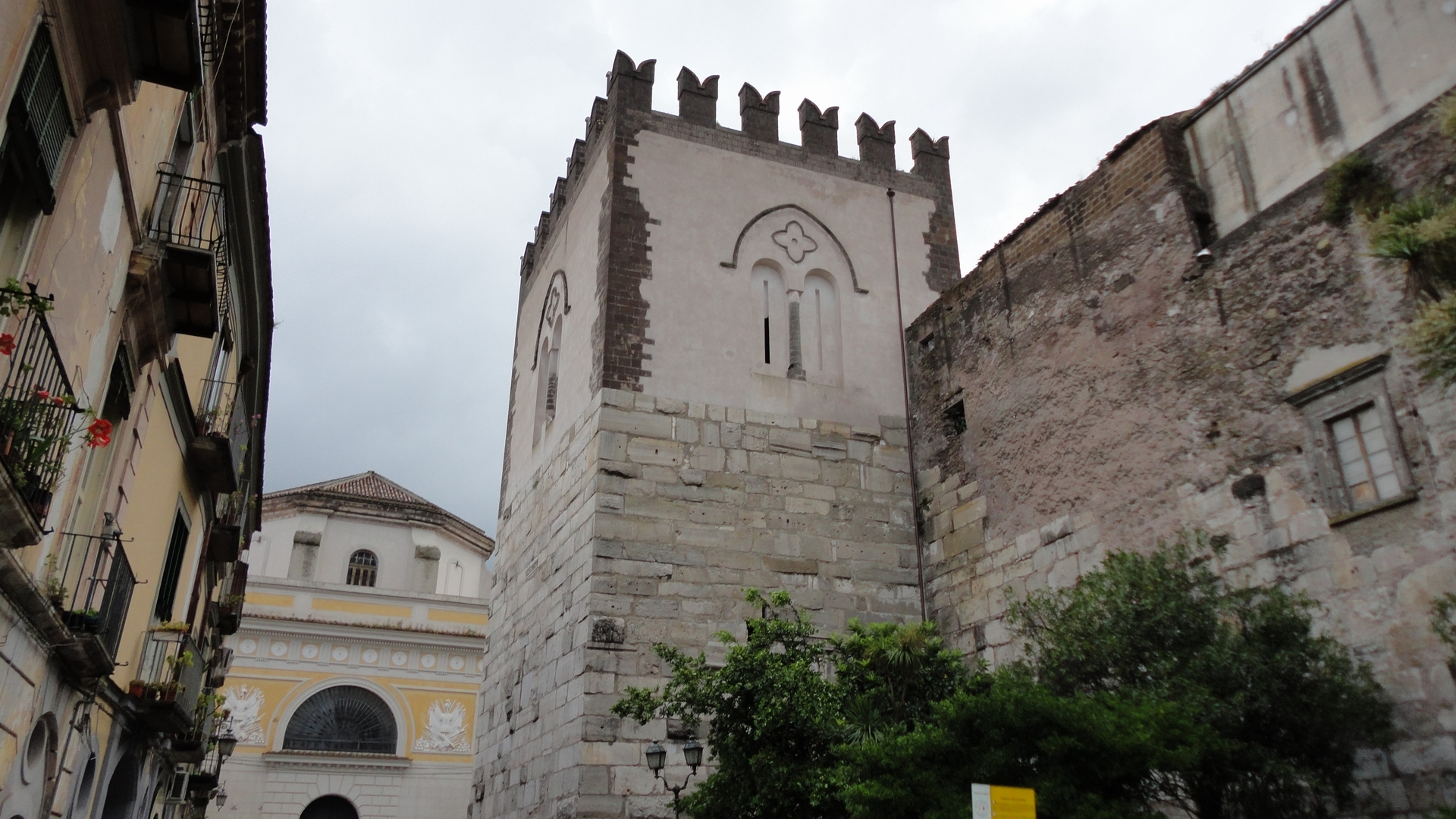
Castillo de las Piedras.

- Castillo de las Piedras (Castello delle Pietre) o de los príncipes normandos: construido por los normandos en 1062, después de la conquista de la ciudad, para intimidar a los lombardos, el castillo fue la sede del Principado Normando. El nombre «delle Pietre» (de las Piedras) proviene del hecho de que las piedras del antiguo anfiteatro de Capua fueron utilizadas para su construcción. En la época aragonesa fueron abiertas algunas ventanas, pero la torre de toba es del siglo XIX.
- Castillo de Carlos V (Castello di Carlo V): construido para reforzar la defensa de la ciudad, entre 1542 y 1552, en el emplazamiento de una antigua fortaleza lombarda, por Gian Giacomo dell'Acaja. Actualmente, ocupan el lugar un cuartel y una escuela de artificieros del ejército.
- Teatro Ricciardi: existente ya a mediados del siglo XVIII, el edificio actual data de 1781, cuando el ingeniero Francesco Gasperi lo reconstruyó. Su fachada neoclásica data de 1929.
- Puerta de Nápoles (Porta Napoli): dedicada a Felipe II, fue construida entre 1577 y 1582 por el arquitecto de Capua, Ambrogio Attendolo, quien se inspiró en la Puerta de Capua (Porta Capuana) de Nápoles.
- Bastiones y murallas: las murallas antiguas han sido reconstruidas y reforzadas a lo largo de los siglos, pero el aspecto actual caracterizado por bastiones poligonales y los muros de cortina inclinados es de los trabajos del siglo XVI para adaptarlos a las nuevas armas de fuego y al descubrimiento de los explosivos.

### Edificios religiosos

#### Principales iglesias
- El Duomo y su conjunto monumental: lo que comúnmente es llamado Duomo por los habitantes de Capua es la catedral de Santi Stefano e Agata, construida en 856 y reconstruida dos veces: la primera en el siglo X, y la segunda bajo la dirección del arzobispo Erveo (1072-1086), hacia finales del siglo XI. Este añadió el portal de la entrada, agrandado en el siglo XV. Rearmonizó notablemente el anexo del palacio episcopal. En el trascurso del siglo XVIII todo el conjunto fue restaurado completamente. Entre 1854 y 1857, el arquitecto Federico Travaglini, a solicitud del arcipreste Gennaro Cosenza renovó la catedral. Los bombardeos de 1943 la destruyeron casi del todo. En 1992, en el interior de la capilla del Corpus Christi, se inauguró el museo diocesano, en el que se conservan cuadros y esculturas provenientes de varias iglesias de la ciudad.
- Iglesia y antiguo convento de la Anunciación (Convento dell'Annunziata): los edificios datan de finales del siglo XIII. Entre la iglesia y el convento pasaba la Vía Apia (actual Corso Appio). Estaban unidos por medio de un puente corredor que pasaba por debajo de la calle. El conjunto fue restaurado en 1538 utilizando las piedras del anfiteatro y respetando las reglas del Renacimiento. Filipe Vitale añadió una cúpula a la iglesia. Hoy, el antiguo convento es un hospital dedicado a Ferdinando Palasciano.
- Iglesia y convento de Santa Caterina: construidos en 1383, no conservan del estilo gótico inicial más que el ábside y las bóvedas de crucería. Restaurados en 1510, se añadieron naves laterales y una estatua representando a la Santa. La fachada y el campanario datan del siglo XVIII. En el siglo XVI, las familias nobles de Capua financiaron la construcción del claustro. A modo de agradecimiento, sus escudos de armas fueron esculpidos en la base de las columnas y, en el interior de la iglesia, les fueron dedicadas las capillas laterales.
- Iglesia de Montevergine y antiguo monasterio: construidos a finales del siglo XIII por Bartolomeo di Capua y confiado a los monjes benedictinos de Montevergine. Desde 1795, el monasterio alberga el Seminario y conserva en el claustro un pozo de 1769 con el blasón de Verginiano. Bajo el portal del antiguo monasterio, fue inhumado Cesare Falco en 1611.
- Iglesia de Santa Maria delle Grazie o de la Santella: construida en 1761 en recuerdo del milagro de la Virgen que habría puesto fin a la masacre de los habitantes ordenada por César Borgia. Antes, en dicho emplazamiento se levantaba una capilla dedicada a la Virgen, de la que se ocupaba una devota llamada Camilla Santella, y de su nombre proviene el nombre de la iglesia.

#### Otras iglesias
- Las tres iglesias lombardas: están en el sector donde estaba situado el Palazzo dei Principi lombardos: San Salvatore a Corte (960), restaurada en época normanda, San Giovanni a Corte (siglo X), rehecha en el siglo XVIII, San Michele a Corte (siglos IX–X), dedicada al arcángel, patrón de los lombardos.
- Iglesia de Sant'Angelo in Audoaldis, de la Alta Edad Media: se halla al lado del palacio de los Audoalt, familia noble lombarda.

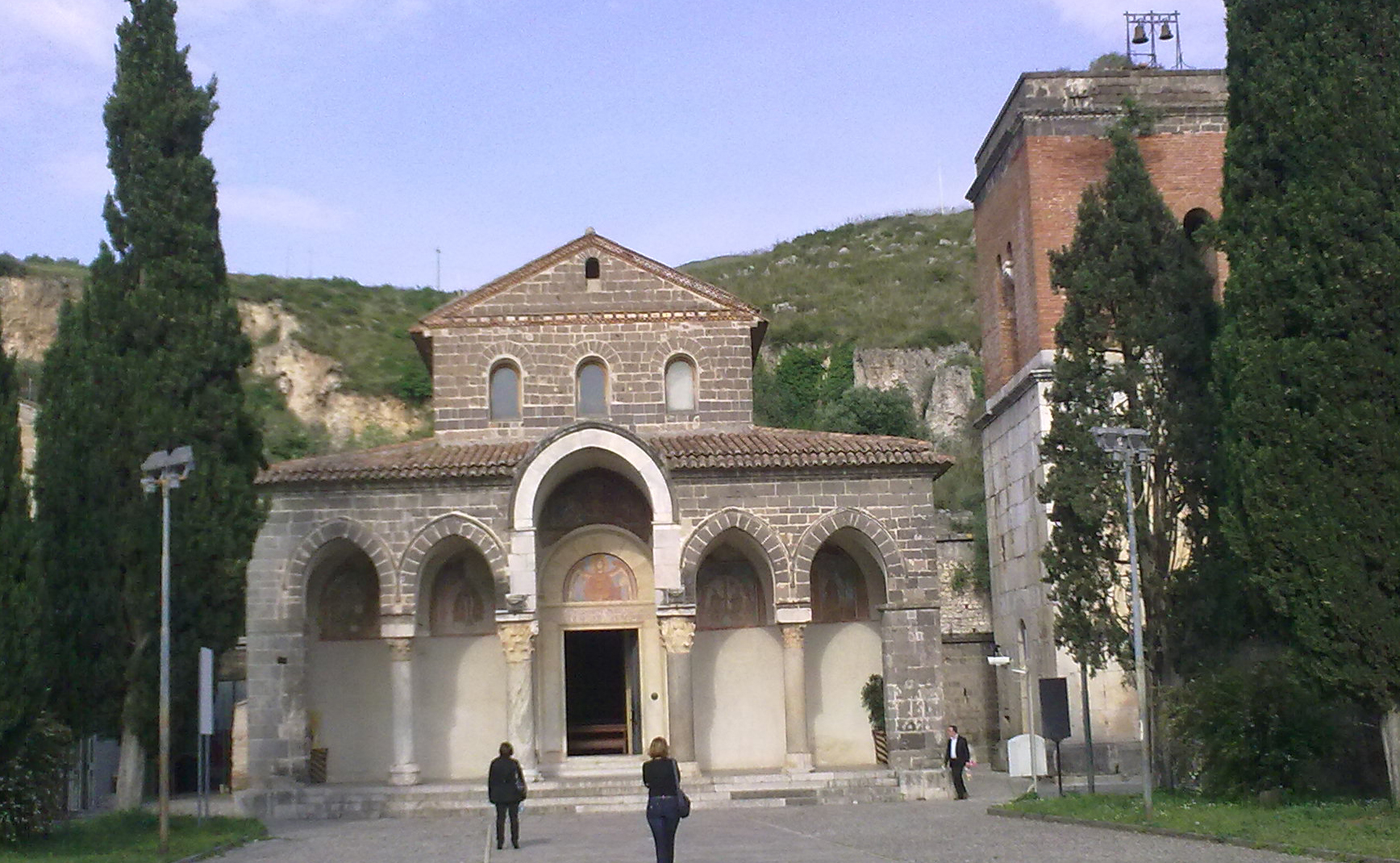
La abadía de Santo Angelo in Formis.

- En la localidad de Sant'Angelo in Formis está la Abbazia di Sant'Angelo in Formis homónima (finales del siglo XI), en estilo «bizantino-campano», con pinturas murales relacionadas con las formas italo-bizantinas, pintura románica.
- Vestigios de la iglesia d’Ognissanti, en la vía Seminario, de origen bizantino.
- Iglesia de Santa Placida y antiguo couvento de San Gabriello, (1734-1756), barroco tardío con campanario de la escuela de Luigi Vanvitelli (1761)
- Iglesia de San Leonardo y antiguo couvento de San Vincenzo, existente ya en el siglo X y rehecha en el siglo XIX.
- Iglesia de San Raffaele, del siglo XVIII y antiguo convento del XVII.
- Iglesia de San Benedetto, con un antiguo convento, fundado por los benedictinos en 1108 y restaurado por los jesuitas en 1611.
- Iglesia y couvento de Santa Maria delle Monache, de arquitectura barroca, de 1726 sobre un edificio de 952. Una parte del convento se convirtió en el cuartel Fieramosca en 1812.

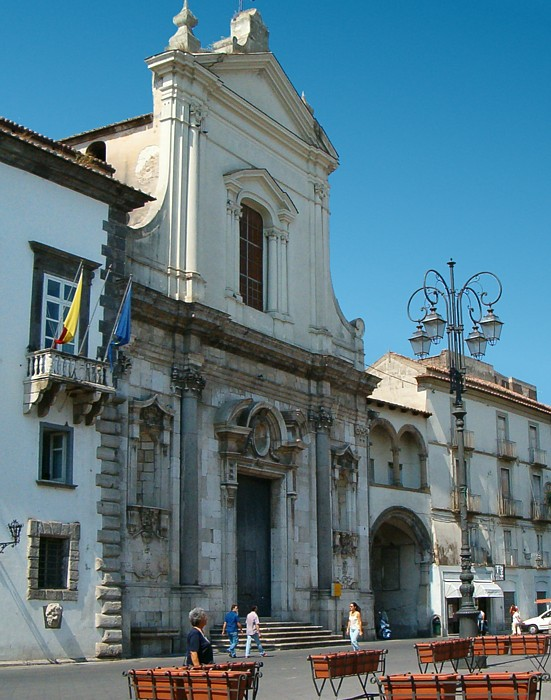
Iglesia de Sant'Eligio.

- Iglesias Sant'Eligio y San Gaetano y antiguo convento Teatino (1284-1296), con un campanario del Renacimiento (1514-1524), y una fachada barroca (1747). Actualmente, el convento alberga un cuartel de carabineros.
- Iglesia de la Maddalena y antiguo convento Agostiniano, construida hacia 1300 por Bartolomeo de Capua, con un hospital anexo (reconvertido en convento), el conjunto fue restaurado en 1747. Allí se encuentran las capillas nobiliarias de jus patronatus de las familias nobles de Capua. Lanza (capilla dedicada a san José, restaurada en 1753), Gianfrotta, Boccardo.
- Iglesia y antiguo monasterio de la Concezione del siglo XVIII, pero con orígenes mucho más antiguos. En 1940, el monasterio formó parte del Museo Campano
- Iglesia de San Domenico de finales del siglo XIII, restaurado completamente en la época barroca
- Iglesia Santi Rufo e Carponio (primera mitad del siglo XI). En época normanda los benedictinos construyeron el campanario y los dos ábsides.
- Iglesia de San Marcello, anterior al siglo X y restaurada en el XIX.
- Iglesia de la Caridad (1697), ejemplo de los más logrados del barroco capuano. La iglesia es aún hoy, propiedad de la Illustre Archiconfraternidad Real de los Bianchi della S.S.Carità, asociación aristocrática que tenía desde siempre entre sus objetivos asegurar la salud espiritual de los condenados a la pena capital y de proporcionar la dote para los matrimonios de las novias huérfanas.
- Iglesia San Salvatore Piccolo que data del siglo XI.
- Antigua iglesia de San Martino alla Giudea, de estilo gótico, de finales del siglo XIV, edificada en el antiguo barrio judío.

### Palacios

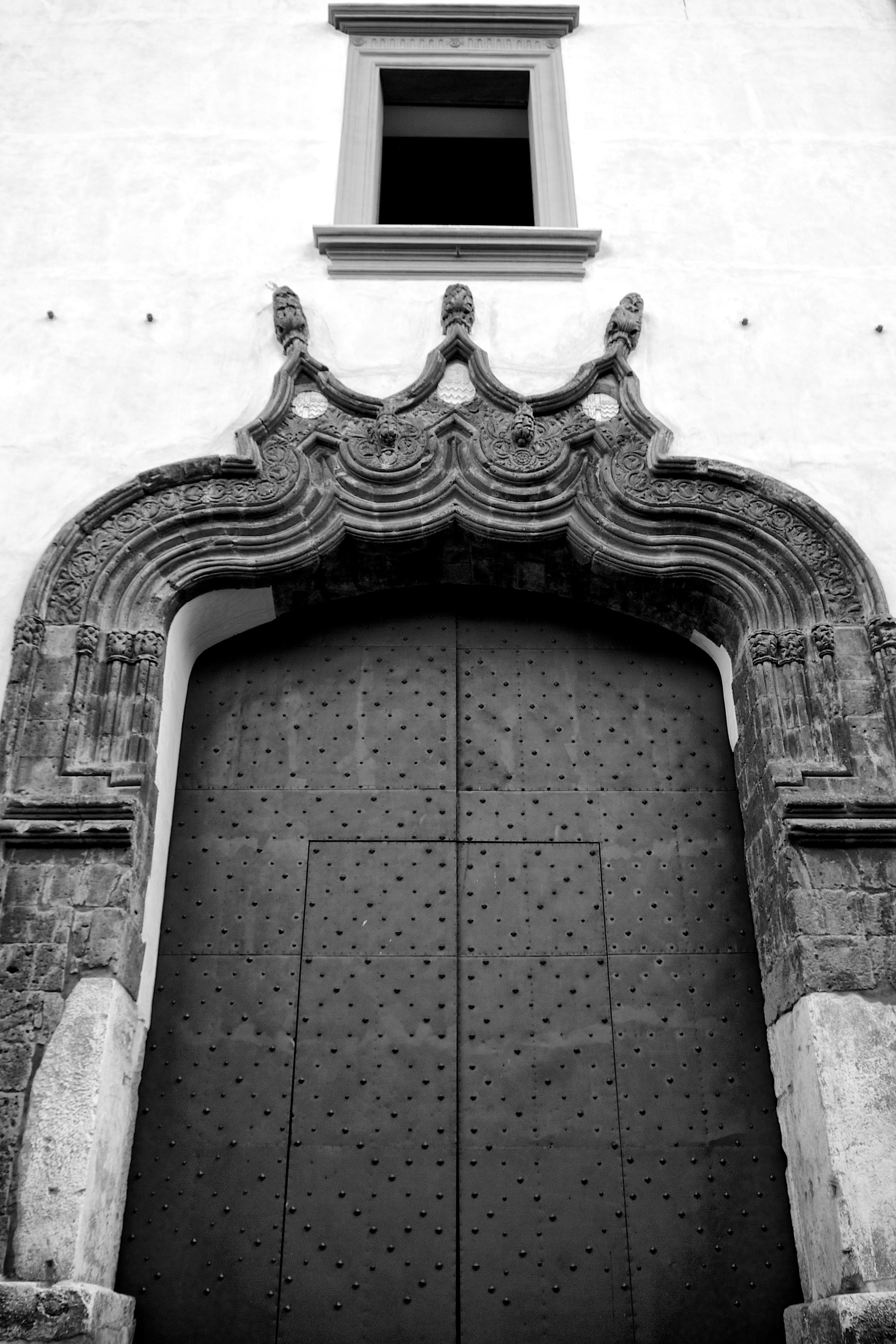
Puerta del Palazzo Antignano, sede del Museo Campano.

- Palacio Antignano: renovación del siglo XV de un palacio ya existente. Desde 1874, alberga el Museo Campano.
- Palacio Fieramosca: la construcción original es gótica de finales del siglo XIII. El portal de entrada, ojival, aún existe. Fue restaurado en la segunda mitad del siglo XV por la familia Fieramosca. Hoy es la Azienda sanitaria local. En 1476, nació aquí Ettore Fieramosca, héroe del Desafío de Barletta (1503).
- Palacio de Justicia o del Gobernador: se encuentra en la Piazza dei Giudici. Fue reconstruido en 1585 por el arquitecto Ambrogio Attendolo, con la tribuna situada en posición central con respecto a la plaza.
- Palacio de la Gran Guardia o Bivach (Edificio della Gran Guardia) (1608-1611), situado enfrente del Palacio de Justicia, alojaba el cuerpo de la Grand Guardia del gobernador.
- Palacio Friozzi-Azzia (segunda mitad del siglo XVIII, de la escuela de Luigi Vanvitelli.
- Palacio Lanza, bien de la familia Lanza a partir de 1453 y restaurado en el siglo XVIII y en el XIX. En el siglo XVIII pasó allí una temporada Sant'Alfonso Maria de' Liguori, pariente de la familia Lanza. Esta familia aún reside en el palacio.
- Palais Rinaldi-Campanino (segunda mitad del siglo XV) de estilo gótico tardío catalán y prerenacentista. Entre les arcos del pórtico que dan al patio interior, hay una luna esculpida romana, llamada «cabeza de hombre joven».
- Palacio Rinaldi-Milano (mitad del siglo XV), con una fachada manierista napolitana.
- Palacio llamado "Centopersone", era probablemente una cuartel para las tropas de apoyo de la época de Fieramosca. Hoy está en ruinas.

## Evolución demográfica
| Gráfica de evolución demográfica de Capua entre 1861 y 2011 |
|                                                             |
| Fuente ISTAT - elaboración gráfica de Wikipedia             |